# Un été chez Voltaire
Un été chez Voltaire est un récit de Jacques-Pierre Amette publié en 2007.

## Résumé
En 1761, Voltaire accueille des comédiens italiens en son château de Ferney pour répéter sa pièce Mahomet. Il accueille également Fleckenstein, officier de Frédéric II de Prusse. Voltaire combat le fanatisme mais il aime Dieu ; il a un abbé à demeure et fait construire une église dans son parc.